# 哈萊巴赫河
51°29′18.9″N 8°35′39″E / 51.488583°N 8.59417°E

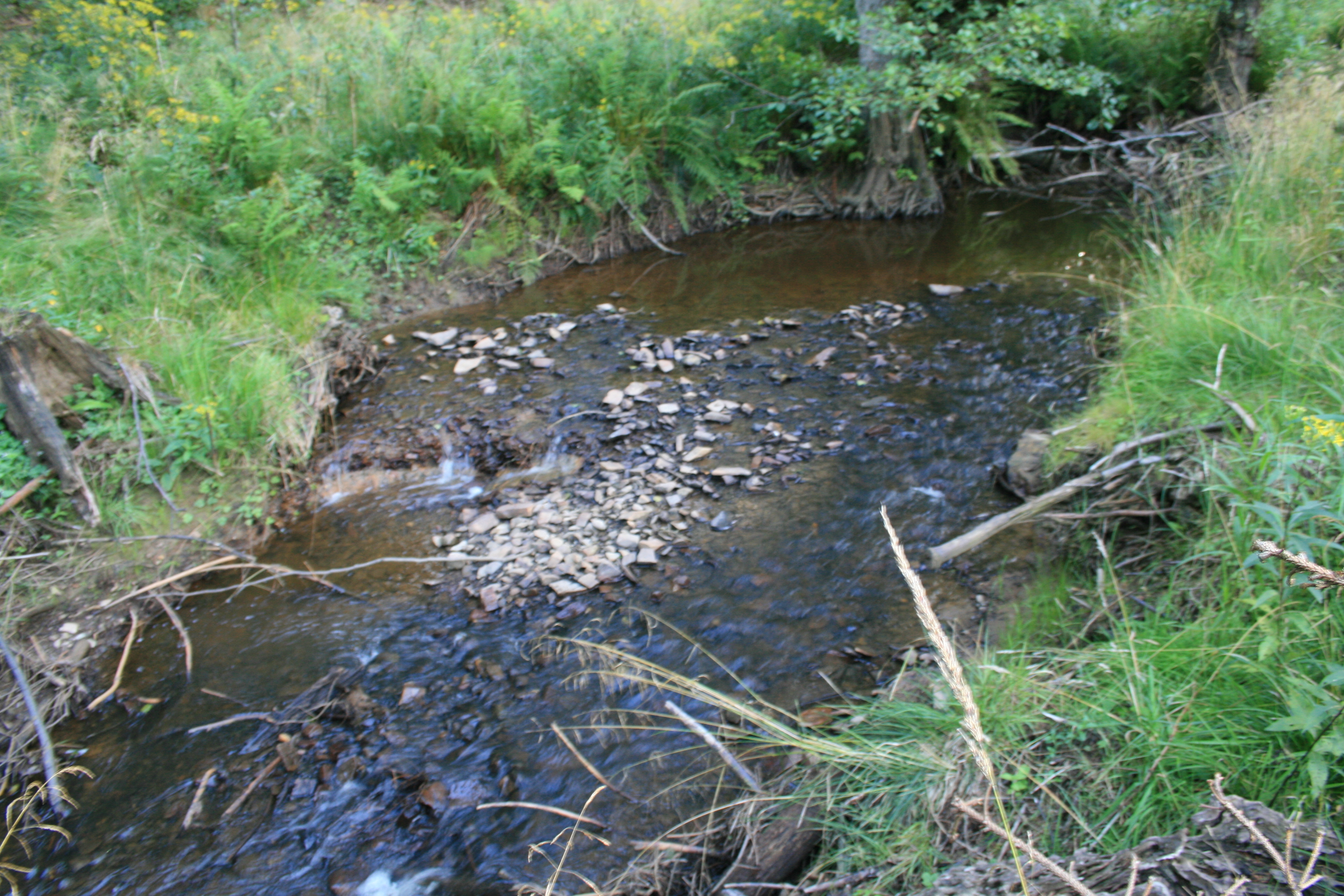

哈萊巴赫河（德語：Harlebach），是德國的河流，位於該國西部，處於北萊茵-威斯特法倫州，屬於阿爾默河的左支流，河道全長7.7公里，流域面積9平方公里。